# Tjaldanesfell

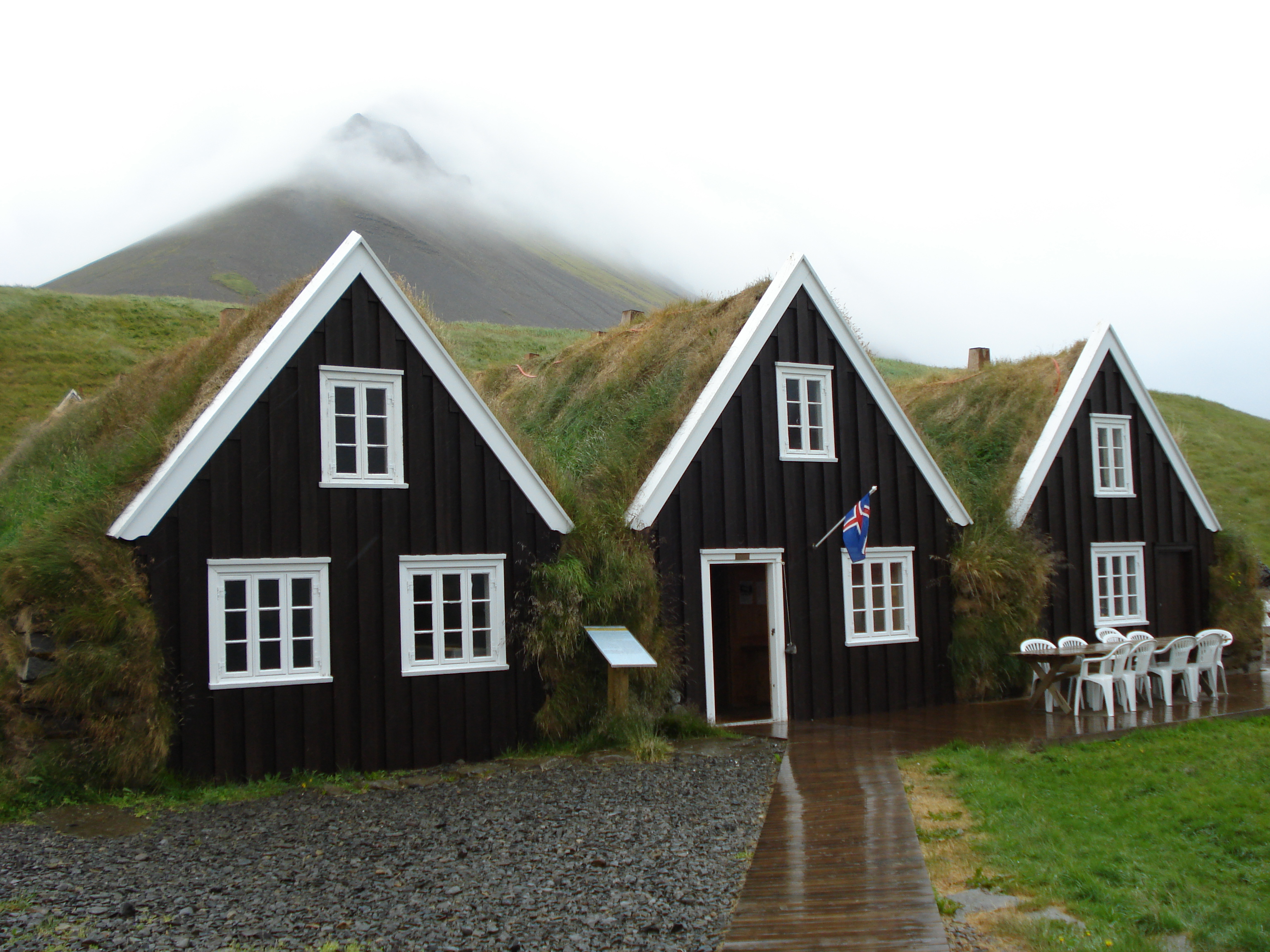
Hrafnseyri, im Hintergrund der erloschene Zentralvulkan Tjaldanesfell

Der Tjaldanesfell (719 m) ist ein Berg im Nordwesten von Island. Er liegt etwa in der Mitte der Region Vestfirðir (Westfjorde) am Arnarfjörður gegenüber dem Weiler Hrafnseyri auf der Nordseite des Fjordes.
Der Berg sticht deutlich von den ihn umgebenden ab, denn er enthält Rhyolith und Gabbro, ist daher viel heller im Gestein als die Basaltberge der Gegend. Dies erklärt sich dadurch, dass es sich hier um die Reste alten Zentralvulkans handelt, des Tjaldanesvulkans, der vor etwa zwölf Millionen Jahren aktiv war. Der Berg hat auch Erosionshänge, was in diesem Ausmaß ungewöhnlich für die Westfjorde ist.
Zum selben Vulkan gehört auch das dahinter liegende Gebirgsmassiv mit dem höchsten Berg der Westfjorde, dem Kaldbakur. 
Unterhalb des Berges liegt der aufgegebene Hof Tjaldanes.